# St Kew
St Kew est une paroisse civile et un village des Cornouailles, en Angleterre.